# Paracaesio xanthura
Paracaesio xanthura és una espècie de peix de la família dels lutjànids i de l'ordre dels perciformes.

## Morfologia
- Els mascles poden assolir 50 cm de longitud total.[4][5]

## Alimentació
Menja zooplàncton.

## Hàbitat
És un peix marí de clima tropical i associat als esculls de corall que viu entre 5-150 m de fondària.

## Distribució geogràfica
Es troba des de l'Àfrica oriental fins a les Illes Australs, el sud del Japó i el sud-est d'Austràlia.

## Ús comercial
Es comercialitza fresc o congelat.